# Уру, Джейд
Джейд Уру (англ. Jade Uru; род. 20 октября 1987, Инверкаргилл) — новозеландский гребец, выступавший за сборную Новой Зеландии по академической гребле в период 2008—2016 годов. Бронзовый призёр чемпионата мира, победитель и призёр многих регат международного значения, участник двух летних Олимпийских игр.

## Биография
Джейд Уру родился 20 октября 1987 года в городе Инверкаргилл, Новая Зеландия. Происходит из маорийского племени нгаи-таху
Заниматься академической греблей начал по примеру своего старшего брата Сторма, который впоследствии тоже стал достаточно известным гребцом. Проходил подготовку в местном одноимённом клубе Invercargill RC.
Впервые заявил о себе на международной арене в 2008 году, став пятым в распашных безрульных четвёрках на молодёжной регате в Бранденбурге.
В 2009 году в той же дисциплине одержал победу на молодёжном мировом первенстве в Рачице и, попав в основной состав новозеландской национальной сборной, выступил на взрослом чемпионате мира в Познани, где показал девятый результат.
В 2010 году стал серебряным призёром на этапе Кубка мира в Люцерне и завоевал бронзовую медаль на домашнем мировом первенстве в Карапиро.
Благодаря череде удачных выступлений удостоился права защищать честь страны на летних Олимпийских играх 2012 года в Лондоне. В программе безрульных четвёрок финишировал в финале пятым.
После лондонской Олимпиады Уру остался в составе гребной команды Новой Зеландии на ещё один олимпийский цикл и продолжил принимать участие в крупнейших международных регатах. Так, в безрульных четвёрках он выиграл бронзовую медаль на этапе Кубка мира в Сиднее, стартовал на чемпионате мира в Чхунджу, став здесь тринадцатым.
Начиная с 2014 года выступал преимущественно в парных четвёрках, в частности в данной дисциплине участвовал в мировых первенствах 2014 года в Амстердаме и 2015 года в Эгбелете.
Находясь в числе лидеров новозеландской национальной сборной, благополучно прошёл отбор на Олимпийские игры 2016 года в Рио-де-Жанейро. В программе парных четвёрок сумел квалифицироваться лишь в утешительный финал В и расположился в итоговом протоколе соревнований на десятой строке. Вскоре по окончании этих соревнований принял решение завершить спортивную карьеру.